# Ray Anthony
Ray Anthony (Bentleyville, 1922. január 20. –) olasz származású amerikai zenekarvezető, trombitás, dalszerző, filmszínész. A Glenn Miller Orchestra utolsó élő tagja. 

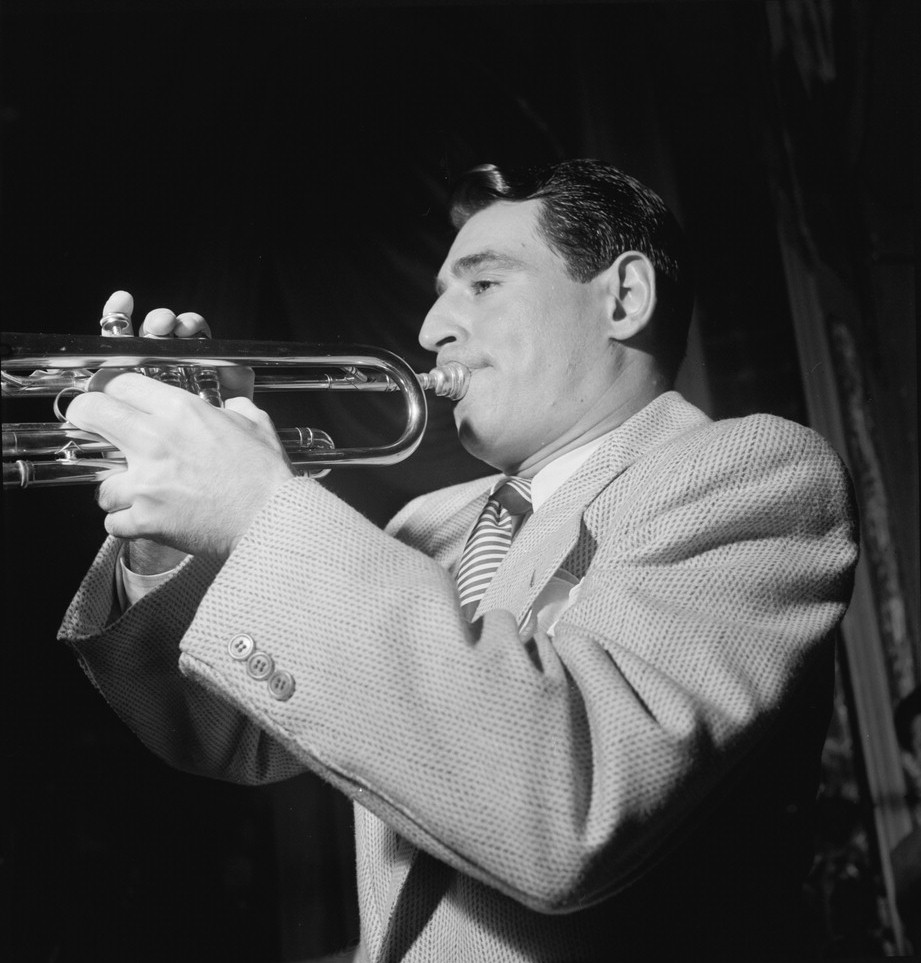

## Pályakép
Ray Anthony egy olasz családban született a pennsylvaniai Bentleyville-ben, ahonnan az ohiói Clevelandbe költöztek. Anthony trombitálni tanult. 1940-41-ben Glenn Miller zenekarában játszott. Szerepelt Glenn Miller Sun Valley Serenade című filmjében is, mielőtt a második világháború idején belépett az Amerikai Egyesült Államok haditengerészetébe.
Anthony a háború után saját zenekart alapított. A Ray Anthony Orchestra az 1950-es évek elején vált népszerűvé a „The Bunny Hop”, a „Hokey Pokey” és a Dragnet című dalok révén. 1952-ben az „At Last” már a második helyen szerepelt slágerlistán; ez a dal lett legnépszerűbb akkor az Egyesült Államokban, 1962-ben készült „Worried Mind” című felvétele pedig jelentős rádiós siker lett.
1953-ban Ray Anthony és zenekara Helen O’Connell-vel és Bob Eberlyvel Perry Como televíziós műsorában beugróként szerepelt (CBS tévé).1953-54 között Anthony a TV's Top Tunes című televíziós sorozat zenei igazgatója volt, és ő maga is szerepelt az 1955-ös Daddy Long Legs című filmben. 1956 és 1957 között szerepelt egy rövid életű televíziós varietéműsorban (The Ray Anthony Show). Több filmben is szerepelt az 1950-es évek végén. Az 1959-60-as televíziós szezonban vendégszerepelt David Hedison „Five Fingers” című kémsorozatának „Operation Ramrod” című epizódjában. Anthony és tenekara szerepelt a „The Girl Can't Help It” (1956) című filmben. 1957-ben felvették a „This Could Be The Night” című film zenéjét, amelyben Julie Wilson énekel.
Miután Mamie Van Doren 1958-ban „kegyetlenségre” hivatkozva beadta Ray Anthony ellen válókeresetét, 1961-ben elváltak. Anthony rövid filmes karrierje nagyjából ugyanebben az időben ért véget, azonban folytatta zenei karrierjét. Legújabb slágerlemeze a Peter Gunn témájával, amely a Billboard Hot 100 listáján a 8. helyezést érte el. A „Peter Gun theme” kislemez B-oldala tartalmazza a „Tango For two” című norvég dalt, amelyet Bjarne Amdahl és Alf Prøysen írt. A „Tango for two” 1958-ban a Radio Luxembourg egyik legsikeresebb dala lett. Végül a rádiós DJ-k annyira belefáradtak a dal lejátszásába, hogy mérgükben összetörték a lemezt.
Ray Anthonyt a maga idejében az egyik legmodernebb big band zenekarvezetőnek tartottak. Az 1980-as évek elején Anthony megalakította azt a big bandet, amelyben Buddy Rich, Harry James, Les Brown és Alvino Rey is játszott.
Anthony közeli barátja volt a Playboy alapítójának, Hugh Hefnernek.

## Albumok
- 1950: Dance Time (split album with Jan Garber [one side by each])
- 1951: Arthur Murray Favorites: Fox Trots
- 1952: Houseparty Hop
- 1952: Campus Rumpus!
- 1953: The Young Man With The Horn
- 1953: The Anthony Choir
- 1954: I Remember Glenn Miller
- 1954: Ray Anthony Plays TV's Top Tunes
- 1954: Arthur Murray Swing Fox Trots
- 1955: Golden Horn
- 1955: Swingin' On Campus!
- 1955: Standards By Ray Anthony
- 1955: Big Band Dixieland
- 1956: Dream Dancing
- 1956: Jam Session at the Tower
- 1957: Dancers in Love
- 1957: Star Dancing
- 1957: Young Ideas
- 1957: This Could Be The Night
- 1958: Moments Together
- 1958: The Dream Girl
- 1958: Dancing Over the Waves
- 1958: Anthony Plays Steve Allen
- 1959: Anthony Italiano
- 1959: Sounds Spectacular
- 1959: More Dream Dancing
- 1960: Like Wild!: Capitol
- 1960: Dancing Alone Together: Torch Songs For Lovers
- 1960: The New Ray Anthony Show
- 1961: That's Show Biz
- 1959: Swing-Dance-Dream to 'The Unsinkable Molly Brown'
- 1961: Dream Dancing Medley
- 1961: The Twist: Capitol
- 1962: Worried Mind: The Soul Of Country Western Blues
- 1962: I Almost Lost My Mind: The Soul Of Big City Rhythm & Blues
- 1963: Smash Hits of '63!
- 1964: Charade and Other Top Themes
- 1961: My Love, Forgive Me (Amore Scusami)
- 1964: Swim, Swim, C'mon and Swim
- 1966: Dream Dancing Today
- 1966: Hit Songs to Remember
- 1966: To Each His Own
- 1967: Today's Trumpet
- 1968: Ray Anthony Now
- 1969: Lo Mucho Que Te Quiero (The More I Love You)
- 1969: Love Is For The Two Of Us [AKA Great Country Music Hits]
- 1970: I Get The Blues When It Rains [reissue of Ray Anthony Now]
- 1971: Direction '71: My Sweet Lord
- 1971: Dream Dancing in Hawaii
- 1972: Dream Dancing Around The World
- 1975: A Little Bit Country
- 1976: Great Golden Hits
- 1978: Touch Dancing
- 1978: Swing Goes On Vol. 10
- 1978: Dance Along: Sunnyvale
- 1980: Big Band Series/Original Recording
- 1981: Volume II-Big Band Series
- 1987: Best 20
- 1988: A Música De Glenn Miller
- 1988: 1988 & All That Jazz
- 1989: Ray Anthony
- 1993: In The Miller Mood Vol. II

## Film (válogatás)
- 1941: Sun Valley Serenade
- 1955: Daddy Long Legs
- 1956: The Girl Can’t Help It
- 1956-1957: The Ray Anthony Show 1. (tévéshow)
- 1957: This Could Be the Night
- 1958: High School Confidential!
- 1959: The Beat Generation
- 1959: Five Pennies
- 1959: The Big Operator
- 1959: Girl's Town
- 1968: The Ray Anthony Show 2. (tévéshow)

## Díjak
- 1990: Hollywood Walk of Fame

## Fordítás
Ez a szócikk részben vagy egészben  a   Ray Anthony című angol Wikipédia-szócikk ezen változatának fordításán alapul.  Az eredeti cikk szerkesztőit annak laptörténete sorolja fel. Ez a jelzés csupán a megfogalmazás eredetét és a szerzői jogokat jelzi, nem szolgál a cikkben szereplő információk forrásmegjelöléseként.